# 苻琳
苻琳（？—384年），五胡十六国前秦第3代皇帝（天王）苻堅的小儿子，封河间公。
384年，苻坚听说西燕慕容冲逼近长安，派抚军大将军苻方戍守骊山，命平原公苻暉为都督中外诸军事、车骑大将军、录尚书事，率军五万抵抗慕容冲。慕容冲在郑西大败苻晖。苻坚派苻琳、前将军姜宇率军三万在灞上阻击慕容冲，苻琳、姜宇战败死亡，慕容冲占据了阿房城。